# Apache (Oklahoma)
Apache es un pueblo ubicado en el condado de Caddo en el estado estadounidense de Oklahoma. En el año 2010 tenía una población de 1444 habitantes y una densidad poblacional de 272,45 personas por km².

## Historia
Antes de abrir la reserva Kiowa, Comanche y Apache el 1 de agosto de 1901 para el asentamiento sin restricciones de no indios, el director de la Lotería de Tierras, William A. Richards, había recomendado reservar la tierra ahora ocupada por los apaches como lugar de asentamiento. Esperaba que la comunidad se llamara "Richards" en su honor. En cambio, los funcionarios de Chicago, Rock Island y Pacific Railway (Rock Island) llamaron a la comunidad Apache. El 6 de agosto de 1901 se llevó a cabo una licitación de tierras en Apache, que fue la última licitación de tierras en Oklahoma. Según la Enciclopedia de Historia y Cultura de Oklahoma, cinco aserraderos y seis salones abrieron sus puertas pocas horas después de la carrera. Una tienda de campaña servía de mercado de comestibles.
La noche del 6 de agosto de 1901 se llevó a cabo una elección de los primeros funcionarios municipales de la ciudad en una reunión al aire libre. EE Blake fue elegido alcalde y FE Richey como secretario municipal. Los funcionarios designados incluyeron a IF Crow, fiscal de la ciudad, y Sam Wass, mariscal de la ciudad. Apache se incorporó el 22 de julio de 1902.

## Geografía
Apache se encuentra ubicado en las coordenadas 34°53′41″N 98°21′41″O / 34.89472, -98.36139 (34.894638, -98.361371).

## Demografía
Según la Oficina del Censo en 2000 los ingresos medios por hogar en la localidad eran de $26,953 y los ingresos medios por familia eran $32,431. Los hombres tenían unos ingresos medios de $25,391 frente a los $19,853 para las mujeres. La renta per cápita para la localidad era de $12,790. Alrededor del 16.2% de la población estaban por debajo del umbral de pobreza.

## Economía
Apache comenzó como un centro agrícola, con trigo y ganado como productos primarios, y lo sigue siendo hasta el presente.
Las camisas de rodeo occidental Mo Betta están hechas en Apache.

## Gente notable
- Clara Archilta (1912-1994), acuarelista y abalorios.
- Dan Chandler, entrenador de fútbol, que da nombre al campo de fútbol.
- Mildred Cleghorn (1910-1997), fabricante de muñecas y líder cultural apache.
- Lou Kretlow (1921-2007), lanzador de Grandes Ligas.
- Pascal Poolaw (1922-1967), héroe de guerra nativo estadounidense.